# Charles Lenormant
Charles Lenormant, född den 1 juni 1802 i Paris, död den 22 november 1859 i Aten, var en fransk arkeolog och numismatiker. Han var far till François Lenormant.
Lenormant blev 1825 inspektör över de sköna konsterna, åtföljde 1828 Champollion den yngre till Egypten, anställdes som konservator vid Arsenalbiblioteket 1830 och vid Nationalbiblioteket 1832. Han var 1835–1846 vice professor i historia vid Sorbonne och utnämndes 1848 till professor i egyptisk arkeologi vid Collège de France. År 1839 blev han ledamot av Franska institutet. 
Lenormant åtnjöt högt anseende som arkeolog, trots att hans livliga inbillningskraft emellanåt förledde honom till alltför raska eller godtrogna uttolkningar. Böjd för mystik blev han en nitisk förfäktare av de ortodoxt romersk-katolska lärorna, såväl i tidningar som i sina historiska arbeten och föreläsningar. De senare måste slutligen inställas till följd av åhörarnas bullrande protester. 
Bland de verk Lenormant utgav kan nämnas de ytterst dyrbara planschverken Trésor de numismatique et de glyptique (15 band, 1834–1850) och Élite des monuments céramographiques (4 band, 1837–1861).